# Chaetura
Chaetura är ett släkte med fåglar i familjen seglare med numera vanligen elva arter som förekommer från Alaska till norra Argentina:
- Grågumpseglare (C. cinereiventris)
- Bandgumpseglare (C. spinicaudus)
- Costaricaseglare (C. fumosa)
- Antillerseglare (C. martinica)
- Blekgumpseglare (C. egregia)
- Skorstenseglare (C. pelagica)
- Småseglare (C. vauxi)
- Amazonseglare (C. chapmani)
- Venezuelaseglare (C. andrei)
- Sydseglare (C. meridionalis)
- Kortstjärtad seglare (C. brachyura)